# Тебуло, Майк
Майк Тебуло — малавийский бегун на длинные дистанции. На олимпийских играх 2012 года занял 44-е место в марафоне с результатом 2:19.11. Занял 36-е место на чемпионате мира 2011 года.
На церемонии открытии Олимпиады в Лондоне был знаменосцем сборной Малави.
Личный рекорд в марафоне — 2:18.31.